# 吏部司
吏部司，官署名称。隋朝始置吏部司，大业年间，改称选部司。唐朝武德五年复旧名。
吏部司为吏部四司之首，主管文官的阶、品授予、俸禄等级、赏赐、朝集等事务。主官为吏部郎中两员，以吏部员外郎两员为次官，属官有吏部主事等，另有楷书手等胥吏。金朝、元朝不设吏部司，明朝改为文选清吏司。